# سينثيا هاريس
سينثيا هاريس (بالإنجليزية: Cynthia Harris)‏ هي ممثلة أمريكية، ولدت في 9 أغسطس 1934 بنيويورك في الولايات المتحدة. بدأت مشوارها المهني سنة 1961.

## أعمال

### مسلسلات
- عالم آخر

## وصلات خارجية
- سينثيا هاريس على موقع IMDb (الإنجليزية)
- سينثيا هاريس على موقع ألو سيني (الفرنسية)
- سينثيا هاريس على موقع أول موفي (الإنجليزية)
- سينثيا هاريس على موقع قاعدة بيانات برودواي على الإنترنت (الإنجليزية)
- سينثيا هاريس على موقع قاعدة بيانات الأفلام السويدية (السويدية)
- سينثيا هاريس على موقع قاعدة بيانات الفيلم (الإنجليزية)
- سينثيا هاريس على موقع كينوبويسك (الروسية)